# 3TS Capital Partners
3TS Capital Partners este o firmă de private equity și venture capital.
Este una dintre cele mai mari din Europa Centrală și de Est, care administrează fondurile din regiune ale gigantului 3i.
În noiembrie 2007, 3TS Capital Partners administra fonduri de 166 milioane euro și avea birouri în Budapesta, București, Praga, Viena și Varșovia.
Acționarii 3TS sunt echipa de conducere, 3i și Sitra.

## 3TS Capital Partners în România
Fondul este prezent în România prin intermediul a trei fonduri de investiții, Catalyst Romania, 3TS Central European Fund II, și cu 3TS-Cisco Growth Fund III (SICAR).
În România, fondul 3TS deține acțiuni la firma de salubritate Romprest, la firma de media Internet Corp și la producătorul de software Gecad.
De asemenea a deținut acțiuni la Centrul Medical Unirea.